# Efeito pelicular

Distribuição do fluxo de corrente em um condutor cilíndrico, mostrado em seção transversal. Para corrente alternada, a maior parte (63%) da corrente elétrica transita entre a superfície e a profundidade de penetração, δ, a qual depende da frequência da corrente e das propriedades elétricas e magnéticas do condutor.

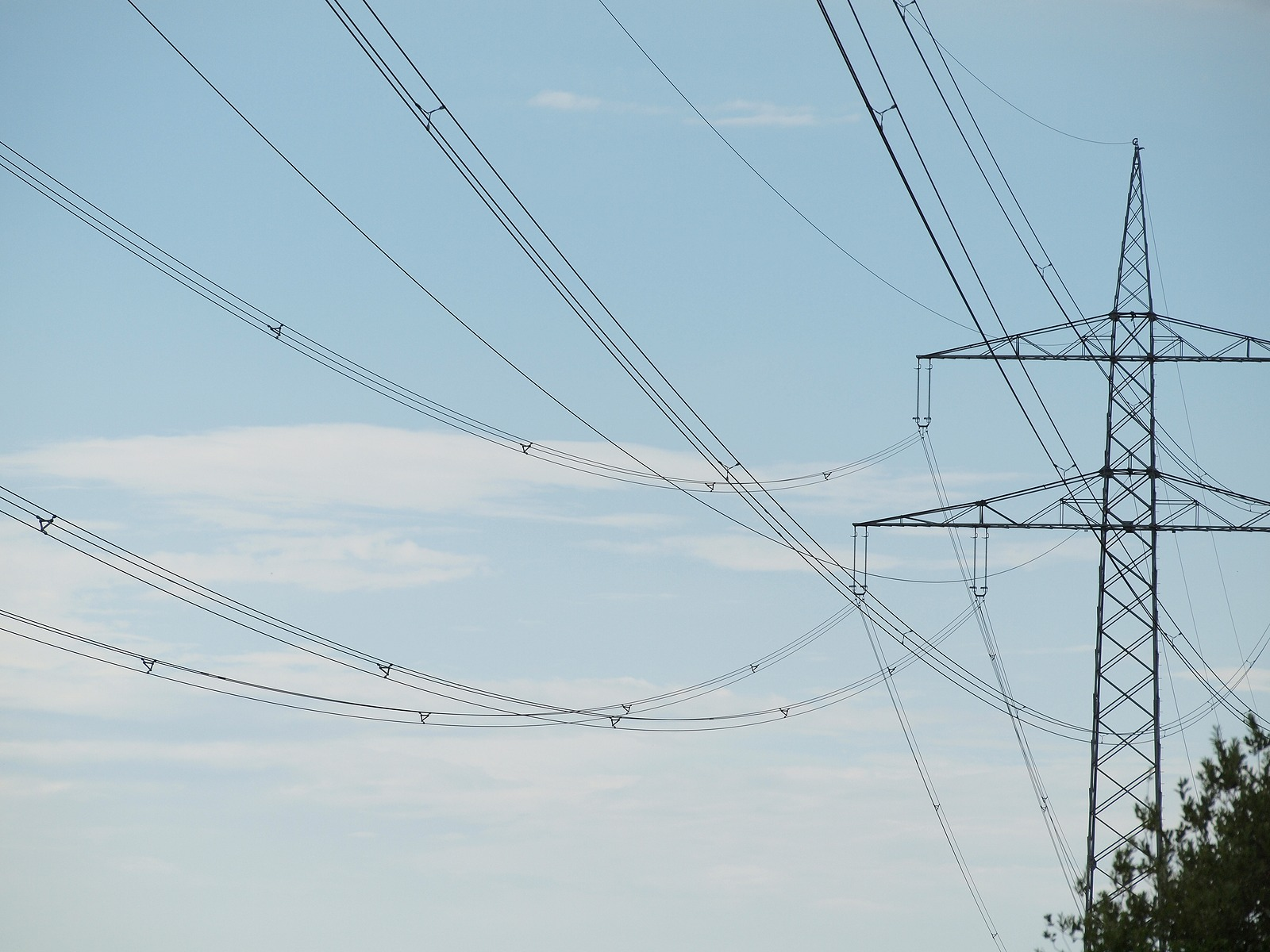
O agrupamento de 3 cabos nessa instalação de transmissão de energia age como um condutor único. Um único cabo utilizando a mesma quantidade de metal por quilômetro apresentaria perdas maiores devido ao efeito pelicular.

Efeito pelicular é um fenômeno físico caracterizado pela repulsão entre linhas de corrente elétrica, criando a tendência desta fluir na superfície dos condutores elétricos. Este efeito é proporcional à intensidade de corrente e aumenta com a raiz quadrada da frequência, com a permeabilidade magnética e com a condutividade elétrica do condutor. É somente encontrado em condutores submetidos a correntes alternadas. O efeito pelicular é responsável pelo aumento da resistência aparente de um condutor elétrico, devido à diminuição da área efetiva de condução. Diz-se do efeito pelicular uma deficiência no transporte de energia, pois na tentativa de transmitir a energia a um ponto "x" através de um condutor elétrico, devido ao efeito pelicular mais energia se dissipa ao longo do condutor, devido à maior resistência aparente. Por essa razão, para vencer grandes distâncias, utiliza-se a transmissão de energia em corrente contínua, com o intuito de minimizar as perdas de energia.
A corrente elétrica flui majoritariamente pela região compreendida entre a superfície do condutor e uma distância denominada profundidade de penetração, que é definida como a profundidade abaixo da superfície para a qual o valor da densidade de corrente é igual a e-1 vezes o valor na superfície do condutor. A 60 Hz no cobre, a profundidade de penetração é de aproximadamente 8.5 mm. Para maiores frequências, a profundidade fica menor, dessa forma, passa tão pouca corrente no interior dos grandes condutores, que esses podem ser substituídos por materiais diferentes para economizar custos e diminuir o peso.

## Causa
Condutores, tipicamente na forma de fios, podem ser usados para transmitir energia elétrica ou sinais usando uma corrente alternada fluindo através daquele condutor. Os portadores de carga que constituem essa corrente, geralmente elétrons, são movidos por um campo elétrico devido à fonte de energia elétrica. Uma corrente alternada em um condutor produz um campo magnético alternado dentro e ao redor do condutor. Quando a intensidade da corrente em um condutor varia, o campo magnético também varia. A variação no campo magnético, por sua vez, cria um campo elétrico que se opõe à variação da intensidade da corrente. Esse campo elétrico oposto é chamado de força contraeletromotriz (EMF contrária). A EMF contrária é mais forte no centro do condutor e força os elétrons condutores para a parte externa do condutor, conforme mostrado no diagrama à direita.

A profundidade da película é devida às correntes parasitas circulantes (que surgem de um campo H variável), anulando o fluxo de corrente no centro de um condutor e reforçando-o na superfície.

Uma corrente alternada também pode ser induzida em um condutor devido a um campo magnético alternado de acordo com a lei de indução. Uma onda eletromagnética que incide sobre um condutor, portanto, geralmente produzirá tal corrente; isso explica a reflexão das ondas eletromagnéticas pelos metais. Independentemente da força motriz, a densidade de corrente é maior na superfície do condutor. Este comportamento é distinto daquele da corrente contínua, que normalmente é distribuída uniformemente sobre a seção transversal do fio. O efeito foi descrito pela primeira vez em um trabalho de Horace Lamb em 1883 para o caso de condutores esféricos e foi generalizado para condutores de qualquer formato por Oliver Heaviside em 1885. O efeito pelicular tem consequências práticas na análise e projeto de radiofrequência e circuitos de micro-ondas, linhas de transmissão e antenas. Também é importante nas frequências da rede elétrica (50 ou 60 Hz) nos sistemas de transmissão e distribuição de energia elétrica em corrente alternada.

## Efeito do material na profundidade de película
Em um bom condutor, a profundidade da película é proporcional à raiz quadrada da resistividade. Isso significa que condutores melhores têm uma profundidade de película reduzida. A resistência geral do melhor condutor permanece menor mesmo com a profundidade reduzida da pele. No entanto, o melhor condutor mostrará uma relação maior entre sua resistência CA e CC, quando comparado com um condutor de maior resistividade. Por exemplo, a 60 Hz, um condutor de cobre de 2000 MCM (milímetro quadrado) tem 23% mais resistência do que na DC. O mesmo tamanho de condutor em alumínio tem apenas 10% mais resistência com 60 Hz AC do que com DC. A profundidade da película também varia como a raiz quadrada inversa da permeabilidade do condutor. No caso do ferro, sua condutividade é cerca de 1/7 da do cobre. No entanto, sendo ferromagnético, sua permeabilidade é cerca de 10.000 vezes maior. Isto reduz a profundidade da pele do ferro para cerca de 1/38 da do cobre, cerca de 220 micrômetros a 60 Hz. O fio de ferro é, portanto, inútil para as linhas de energia CA (exceto para adicionar resistência mecânica servindo como núcleo a um condutor não ferromagnético como o alumínio).

## Redução da indutância interna de um condutor pelo efeito pelicular
Observe no diagrama abaixo como o efeito da pele faz com que uma corrente em altas freqüências flua principalmente na superfície de um condutor, reduzindo o campo magnético dentro do fio. Isso terá um efeito menor na auto-indutância do fio em si. Note que a indutância considerada neste contexto refere-se a um condutor nu, não à indutância de uma bobina usada como um elemento do circuito. A indutância de uma bobina é dominada pela indutância mútua entre as voltas da bobina que aumenta sua indutância de acordo com o quadrado do número de voltas. No entanto, quando apenas um único fio está envolvido, além da "indutância externa" envolvendo campos magnéticos fora do fio (devido à corrente total no fio), como visto na região branca da figura abaixo, há também um componente muito menor de "indutância interna" devido à porção do campo magnético dentro do próprio fio, a região verde na figura B. Esse pequeno componente da indutância é reduzido quando a corrente é concentrada em direção à pele do condutor, que é, quando a profundidade da pele não é muito maior que o raio do fio, como será o caso em freqüências mais altas.
Para um único fio, essa redução torna-se de importância decrescente à medida que o fio se torna mais longo em comparação ao seu diâmetro e é geralmente negligenciado. No entanto, a presença de um segundo condutor no caso de uma linha de transmissão reduz a extensão do campo magnético externo (e da auto-indutância total) independentemente do comprimento do fio, de modo que a diminuição da indutância devido ao efeito da pele ainda pode ser importante, por exemplo, no caso de um par trançado telefônico, abaixo, a indutância dos condutores diminui substancialmente em frequências mais altas, onde o efeito da pele se torna importante. Por outro lado, quando o componente externo da indutância é ampliado devido à geometria de uma bobina (devido à indutância mútua entre as voltas), a significância do componente de indutância interna é ainda mais pequena e é ignorada.

## Mitigação
Uma das maneiras usadas para reduzir o aumento aparente da resistência elétrica devido ao efeito é o uso de vários condutores trançados, ao invés de um único miolo, de forma que o campo magnético atue de forma uniforme e a corrente seja distribuída igualmente entre eles, com o efeito pelicular fazendo um pequeno efeito em cada um dos cabos, e assim reduzindo o aumento da resistência em corrente alternada que um único cabo sólido de mesma seção transversal apresentaria.
Linhas de transmissão de alta tensão e alta corrente normalmente utilizam condutores de alumínio com alma de aço; onde o núcleo de aço com maior resistência não oferece problemas, pois se localiza abaixo da profundidade de penetração, onde praticamente não passa corrente, barateando o custo dos cabos e oferecendo resistência mecânica ao conjunto.
Em aplicações que envolvem altíssimas correntes (na casa de milhares de amperes), condutores sólidos são substituídos por condutores ocos. Essa substituição afeta muito pouco a resistência do cabo, mas diminui substancialmente o seu peso.
Recentemente, um método de estratificação de materiais não-magnéticos e ferromagnéticos com espessuras de escala nanométrica foi mostrado para mitigar o aumento da resistência do efeito de pele para aplicações de freqüência muito alta [14]. Uma teoria de trabalho é que o comportamento de materiais ferromagnéticos em altas frequências resulta em campos e / ou correntes que se opõem àqueles gerados por materiais relativamente não magnéticos, mas mais trabalho é necessário para verificar os mecanismos exatos. Como os experimentos mostraram, isso tem potencial para melhorar consideravelmente a eficiência de condutores operando em dezenas de GHz ou mais. Isto tem ramificações fortes para comunicações 5G.